# 라응아강
라응아강(Sông La Ngà)은 베트남 중남부의 강 이름으로 동나이강의 1급 지류이다.
라응아강은 럼동성의 바오록시를 따라 지린고원에서 시작하여 272km가 넘는 길이와 4,710km2 면적의 럼동성, 빈투언성, 동나이성을 통과하여 찌안 호수로 흘러 들어간다.
라응아강의 상류는 많은 작은 강과 개울의 합류점이지만, 일반적으로 바오록시의 서쪽, 북동쪽 및 동쪽에서 시작되는 3개의 지류로 간주될 수 있다. 그들은 약 7km를 흘러 바오록시 남쪽에 합류한다. 여기에서 라응아강은 북-북서-남쪽 방향으로 지그재그로 약 30km 길이로 흘러 함투언 수력 발전소의 저수지에 300 MW 용량의 함투언-담미 수력 발전소 단지로 흐른다.(럼동성과 빈투언성의 두 지방 영토에 위치해 있다.) 이 저수지에서 라응아강은 두 갈래로 갈라지는데 하나는 북동-남서쪽으로 흘러 함투언 수력발전소와 175 MW의 담미 수력발전소(저수지 남서쪽)의 저수지로 물을 가져온다. 동쪽 지부는 곡창 지대 주위를 돈 다음 빈투안 지방 탄 린 지구의 다미 수력발전소 배수 지점과 합쳐진다. 랑응아강은 동나이성과 국경을 남동쪽으로 방향을 바꾼다. 여기에서 방향을 북동-서남쪽으로 바꾼다.